# Öije Kjellbom
Herman Öije Darling Kjellbom, född 3 oktober 1894 i Järvsö, Gävleborgs län död i september 1956, var en svensk målare, grafiker och tecknare. 
Han var son till landsfiskalen Knut Kjellbom och Beda Melin och från 1924 gift med Ingeborg Margareta Hammarström. Efter avlagd studentexamen i Hudiksvall 1915 var han under ett 10-tal år verksam som journalist vid bland annat Stockholms Dagblad. Han studerade konst under studieresor till Spanien, Frankrike, England och Nederländerna. Han ställde ut separat på  Hudiksvalls museum 1946 och medverkade därefter i ett stort antal samlingsutställningar. Hans konst består av stilleben, figurskildringar och landskap i olja, akvarell, pastell och träsnitt. Som illustratör illustrerade han Heli Parlands diktsamling Fågelvinge ur dunklet 1949 och formgav exlibris. Efter sin tid som journalist arbetade han som reklamchef vid ett flertal större företag och under sin tid vid KF utförde han affischer och illustrationer till Kooperativa förbundets böcker tidningar och tidskrifter. Kjellbom är representerad vid Hälsinglands museum.